# ERA 1103
L'UNIVAC 1103 ou ERA 1103, successeur de l'UNIVAC 1101, a été un système informatique conçu par l'entreprise américaine Engineering Research Associates et construit par la société Remington Rand en octobre 1953. Ce fut également le premier ordinateur conçu par Seymour Cray.

## Historique
Avant même l'achèvement de l'Atlas (UNIVAC 1101), la marine américaine demanda à Engineering Research Associates de concevoir une machine plus puissante. Ce projet de conception de l'ordinateur baptisé Atlas II, fut connu sous le nom de tâche 29.
En 1952, Engineering Research Associates demanda à l'Agence de sécurité des forces armées (le prédécesseur de la NSA) d'approuver la vente commerciale de l'Atlas II. L'autorisation a été donnée à la condition que plusieurs instructions spécialisées soient supprimées. La version commerciale est alors devenue l'UNIVAC 1103. En raison de la classification sécurité défense, la direction de Remington Rand ne pris connaissance de cet ordinateur qu'au moment de sa commercialisation. Le premier UNIVAC 1103 commercialisé a été vendu à l'avionneur Convair, société au sein de laquelle l'ingénieur Marvin Stein travaillait.